# Markovica
Markovica (cyr. Марковица) – wieś w Serbii, w okręgu morawickim, w gminie Lučani. W 2011 roku liczyła 157 mieszkańców.